# 渡辺麻実
渡辺 麻実（わたなべ まみ、1959年 - ）は、の日本の脚本家。神奈川県横浜市出身。血液型はO型。

## これまでの作品
主にアニメ・特撮関連の作品にて脚本家としての活動をしている。

### アニメ

#### テレビ
- 重戦機エルガイム
- ぴえろ魔法少女シリーズ
  - 魔法の妖精ペルシャ
  - 魔法のスターマジカルエミ
- マシンロボ クロノスの大逆襲
- 光の伝説
- 赤い光弾ジリオン
- ビックリマン
- ホワッツマイケル
- 勇者シリーズ
  - 勇者エクスカイザー
  - 太陽の勇者ファイバード
- ミラクル☆ガールズ
- 無責任艦長タイラー
- スーパードール★リカちゃん
- PIANO（原作も担当（アニメイトフィルムと連名））

#### 映画
- X

#### OVA
- キキとララのヘンゼルとグレーテル
- バリバリ伝説
- ロードス島戦記
- お江戸はねむれない!
- ハイスクール・オーラバスター
- シャーマニックプリンセス
- 卒業 〜Graduation〜
- 私立荒磯高等学校生徒会執行部

### 特撮
- スーパー戦隊シリーズ
  - 高速戦隊ターボレンジャー（全51話中3本担当）
  - 地球戦隊ファイブマン（全48話中5本担当）
  - 鳥人戦隊ジェットマン（全51話中2本担当）

### カセットブック
- 聖エルザクルセイダーズ
- ロードス島戦記
- 吸血鬼ハンターD "風立ちてD"

### CDドラマ
- G-SAVIOUR
- レイン 雨の日に生まれた戦士

### 著作
- WILD HALF

## 作家活動
人気コンピュータゲーム『卒業 〜Graduation〜』のOVA及びドラマCDの脚本・ノベライズ作品（電撃文庫）を執筆（ただし、初期に刊行された版のみ電撃G's文庫レーベルで、電撃文庫レーベルはその後の版）。近作は『FLAG 〜戦場カメラマン・白州冴子〜』（HJ文庫）。